# John Lindsay, 19. Earl of Crawford
John Lindsay, 19. Earl of Crawford (* vor 1672; † 4. Januar 1714 in 
London), war ein schottisch-britischer Adeliger und Offizier.

## Leben
Er war der älteste Sohn des William Lindsay, 18. Earl of Crawford (1644–1698), aus dessen erster Ehe mit Lady Mary Johnstone (1652–1681), Tochter des James Johnstone, 1. Earl of Annandale and Hartfell. Beim Tod seines Vaters erbte er 1698 dessen schottische Adelstitel als 19. Earl of Crawford, 3. Earl of Lindsay, 12. Lord Lindsay und 3. Lord Parbroath und wurde dadurch Mitglied des schottischen Parlaments. Er durchlief eine juristische Ausbildung und wurde 1702 in den schottischen Kronrat aufgenommen.
Er diente in der schottischen, später britischen Armee und hatte von 1704 bis zu seinem Tod das Amt des Colonel des 2nd Troop of Horse Grenadier Guards inne. 1703 wurde er in den Rang eines Brigadier-General, 1707 zum Major-General und 1710 zum Lieutenant-General befördert. 
Infolge der Auslösung des schottischen Parlaments durch den Act of Union 1707 gehörte er zu den schottischen Peers, die als Representative Peer ins britische House of Lords gewählt wurden. Er hatte dieses Mandat bis 1710 inne.
Als er 1714 starb, erbte sein ältester Sohn John seine Adelstitel.

## Ehe und Nachkommen
Um 1702 heiratete er Hon. Emilia Stewart († 1711) (Witwe des Thomas Fraser, 5. Laird of Strichen), Tochter des James Stewart, Lord Doune, Sohn des Alexander Stewart, 5. Earl of Moray. Mit ihr hatte er zwei Söhne und zwei Töchter:
- Lady Catherine Lindsay (1697–1768), ⚭ John Wemyss († 1786), Lieutenant-Governor von Edinburgh Castle;
- John Lindsay, 20. Earl of Crawford (1702–1749), Lieutenant-General der British Army, ⚭ 1747 Lady Jane Murray († 1747), Tochter des James Murray, 2. Duke of Atholl;
- Hon. William Lindsay (1705–1755), Captain der Royal Navy, ⚭ Isobel Mair;
- Lady Mary Lindsay (* 1706), ⚭ Dougal Campbell of Glensaddell.